# 대월면
대월면(大月面)은 대한민국 경기도 이천시의 동쪽 중앙에 위치한 면이다.

## 개요
대월면은 1914년 대면, 월면, 초면의 3개 지역을 통합해 대월면이라 이름지었다. 1996년 5월 1일 이전의 대월면은 해룡산에 의해 산동과 산서로 나뉘었다. 산동 지역이 훨씬 넓은데도 면사무소는 산서 지역(단월, 대포, 장록, 고담리)에 소재하고 산동 지역에 초지출장소가 있었는데 1996년 5월 1일에 산서 지역(단월, 대포, 장록, 고담리)이 법정동으로 승격되고 행정동 중리동 관할로 편입되었다. 초지출장소가 폐지되고 초지출장소와 조금 떨어진 곳에 새로운 면사무소가 생겼다.
영동고속도로와 국도 제3호선이 동서로 교차하는 교통의 요충지로서 이천시 교통 중심의 관문역할을 하며, 구조적으로 평야지대와 도시형 아파트가 밀집된 전형적인 도농 복합형 고장이다. 대대리의 유리온실을 통한 첨단농업과 오리농법, 축산업 그리고 중소기업이 고루 분포되어 있다.

## 법정리
- 구시리(九時里)
- 군량리(郡梁里)
- 대대리(大垈里)
- 대흥리(大興里)
- 도리리(道理里)
- 부필리(夫必里)
- 사동리(巳洞里)
- 송라리(松蘿里)
- 장평리(長坪里)
- 초지리(草芝里)

## 교육
- 대월초등학교
- 사동초등학교
- 대월중학교
- 사동중학교

## 문화재
- 행주기씨 정절비

## 아파트
| 단지명              | 건설사       | 시행사                | 주소                            | 입주        | 비고 |
| ------------------- | ------------ | --------------------- | ------------------------------- | ----------- | ---- |
| 사동현대 5차        | 현대산업개발 | 현대산업개발㈜        | 경충대로2050번길 104 (사동리)   | 1997년 11월 |      |
| 사동현대 6차        | 현대산업개발 | 현대산업개발㈜ ㈜미글 | 경충대로2050번길 70-50 (사동리) | 1999년 3월  |      |
| 휴먼빌 에듀파크시티 | 일신건영㈜   | 일신건영㈜            | 대산로208번길 93-12 (사동리)    | 2024년 11월 |      |